# Elie Raterink
Elie Raterink (Winterswijk, 14 mei 2004) is een Nederlands voetballer die als aanvaller voor FC Winterswijk speelt. Hij is de oudere broer van Othniël Raterink.

## Carrière
Elie Raterink speelde in de jeugd van FC Trias, FC Twente en De Graafschap. Hij debuteerde voor De Graafschap op 24 februari 2023, in de met 0-4 gewonnen uitwedstrijd tegen FC Eindhoven. Hij kwam in de 61e minuut in het veld voor Devin Haen en scoorde in de 75e minuut de 0-3. In maart 2023 tekende hij zijn eerste contract bij De Graafschap, tot medio 2026. In het seizoen 2022/23 kwam hij elf keer in actie als invaller. In het seizoen erna kwam hij in de eerste seizoenshelft zeven keer in actie, maar daarna niet meer. In de winterstop van dat seizoen was hij op proef bij het Duitse SG Barockstadt Fulda-Lehnerz, maar dit leverde geen contract op. Aan het begin van het seizoen 2024/25 werd hij kortstondig geschorst omdat de trainers niet tevreden waren over zijn gedrag. In december 2024 kwam Raterink in het nieuws, omdat hij in België opgepakt werd vanwege oplichting. Begin 2025 werd zijn contract ontbonden, waarna hij bij FC Winterswijk aansloot.

### Statistieken
| Seizoen                     | Club           | Land           | Competitie     | Competitie | Competitie | Beker | Beker | Totaal | Totaal |
| Seizoen                     | Club           | Land           | Competitie     | Wed.       | Dlp.       | Wed.  | Dlp.  | Wed.   | Dlp.   |
| --------------------------- | -------------- | -------------- | -------------- | ---------- | ---------- | ----- | ----- | ------ | ------ |
| 2022/23                     | De Graafschap  | Nederland      | Eerste divisie | 10         | 1          | 1     | 0     | 11     | 1      |
| 2023/24                     | De Graafschap  | Nederland      | Eerste divisie | 6          | 0          | 1     | 0     | 7      | 0      |
| 2024/25                     | De Graafschap  | Nederland      | Eerste divisie | 0          | 0          | 0     | 0     | 0      | 0      |
| Carrièretotaal              | Carrièretotaal | Carrièretotaal | Carrièretotaal | 16         | 1          | 2     | 0     | 18     | 1      |
| Bijgewerkt op 21 april 2025 |                |                |                |            |            |       |       |        |        |